# Rich Turner
Rich Turner ist ein US-amerikanischer Schauspieler, der in Nebenrollen auftritt. Er lernte Quentin Tarantino in der Schauspielschule kennen und beide wurden schnell Freunde, da sie viele gemeinsame Interessen hatten. So verhalf Tarantino Turner auch zu dessen Filmdebüt in Tarantinos nie veröffentlichtem Streifen My Best Friend’s Birthday.

## Leben
Er ist bis heute am besten für seine Rolle in Tarantinos Kultfilm Reservoir Dogs – Wilde Hunde bekannt, in dem er die Rolle eines Sheriffs übernimmt, der seinen Kollegen eine Anekdote über eine von ihm durchgeführte Verkehrskontrolle erzählt, die beinahe eskaliert. Sein Satz „Buddy, I'm gonna shoot you in the face!“ wurde vom Stand-up-Comedian Bill Burr auf seiner Show Monday Morning Podcast zitiert, dies steigerte seinen Bekanntheitsgrad noch ein wenig mehr. Eine weitere Rolle in einem Tarantino-Film hatte er als Sportreporter in Pulp Fiction, hier ist jedoch nur seine Stimme zu hören.
2004 spielte er seine bislang letzte Rolle bei dem Kurzfilm The Lucky Penny 2. Da Rollenangebote ausblieben, geht Turner heute einer „normalen“ Beschäftigung nach und ist als Schauspieler nicht tätig.

## Filmografie

### Spielfilme
- 1987: My Best Friend’s Birthday
- 1992: Reservoir Dogs – Wilde Hunde (Reservoir Dogs)
- 1993: Killing Zoe
- 1994: Pulp Fiction
- 1998: Boogie Boy
- 2004: The Lucky Penny 2 (Kurzfilm)

### Fernsehen
- 1983: Simon & Simon